# Meng (kejsarinna)

Porträtt av Meng.

Meng, född 1073, död 1131, var en kinesisk kejsarinna under Songdynastin. Gift med kejsar Song Zhezong (r. 1085-1100). Hon var Kinas regent i den kortlivade Chudynastin under kejsar Zhang Bangchang år 1127, och under kejsar Song Gaozong 1129. 

## Biografi
Meng valdes till kejsarinna åt kejsar Song Zhezong av kejsarinnan Gao 1092, men försköts dömd för svartkonst år 1096 och tvingades att gå i kloster. 
År 1127 erövrades Songdynastins huvudstad av Jindynastin, som förde bort kejsarfamiljen som fångar och tillsatte en marionett, Zhang Bangchang, som kejsare. I ett försök att få legitimitet bad Zhang Bangchang henne att uträda ur klostret och i egenskap av enda kvarvarande medlem av kejsardynastin fungera som hans regent. 
När den ende medlem av den förra kejsardynastin som undkommit, prins Song Gaozong återvände till staden, förklarade hon att han var rikets legitima monark och överlämnade tronen till honom. När kejsar Song Gaozong år 1129 avsattes i en kupp, placerades hans omyndige son Zhang på tronen och hon själv utsågs mot sin vilja av kuppmakarna till förmyndarregent, men hon kunde snart återigen överlämna tronen till Song Gaozong.  